# Ojós
Ojós è un comune spagnolo di 584 abitanti situato nella comunità autonoma di Murcia.